# 陳宏 (天順進士)
陳宏（1430年—？），字丕道，福建漳州府龍溪縣人，明朝政治人物。進士出身。

## 生平
福建鄉試第六十一名。天順八年（1464年）甲申科會試第二名，殿試登進士第三甲第八十三名。

## 家族
曾祖父陳汝寧。祖父陳得亮。父亲陳志敏。